# Piramida (geometrija)
Piramida ili šiljnik je geometrijsko tijelo sastavljeno od baze (mnogokut, najčešće trokut ili pravokutnik) i stranica (trokuti).
U deskriptivnom smislu piramida "nastaje" kada:
1. Postavimo bazu u neku ravninu (npr. vodoravna ravnina). Baza može biti bilo koji mnogokut (npr. kvadrat).
2. Visina piramide je dužina okomita na ravninu baze, spaja ravninu baze s vrhom piramide.
3. Spojimo krajnju točku visine s vrhovima baze.

## Podjela
S obzirom na bazu, piramide se dijele na trostrane (baza trokut), četverostrane (baza četverokut) ili višestrane/poligonalne (baza višekut/poligon). Ako je baza pravilni poligon (sve stranice jednake), tu piramidu nazivamo pravilna piramida (vidi sliku).
S obzirom na pobočne bridove, piramida se dijeli na uspravnu (ako su bridovi jednaki) i kosu (ako su bridovi različite duljine).
Tako se, na primjer, piramida kojoj je baza kvadrat i pobočni bridovi su joj jednake duljine, naziva  pravilna uspravna četverostrana piramida.

## Volumen i oplošje
Volumen piramide jednak je umnošku jedne trećine površine baze s duljinom visine:
{\displaystyle {\mathit {V}}={\frac {1}{3}}{\mathit {B}}{\mathit {v}}}
Oplošje piramide jednako je zbroju površina baze i površina svih stranica. 
{\displaystyle {\mathit {O}}={\mathit {P}}(baza)+{\mathit {P}}(s_{1})+{\mathit {P}}(s_{2})+...+{\mathit {P}}(s_{n})\,\!}

## Uputnice
1. ↑  http://proleksis.lzmk.hr/41751/